# Antti Siirala

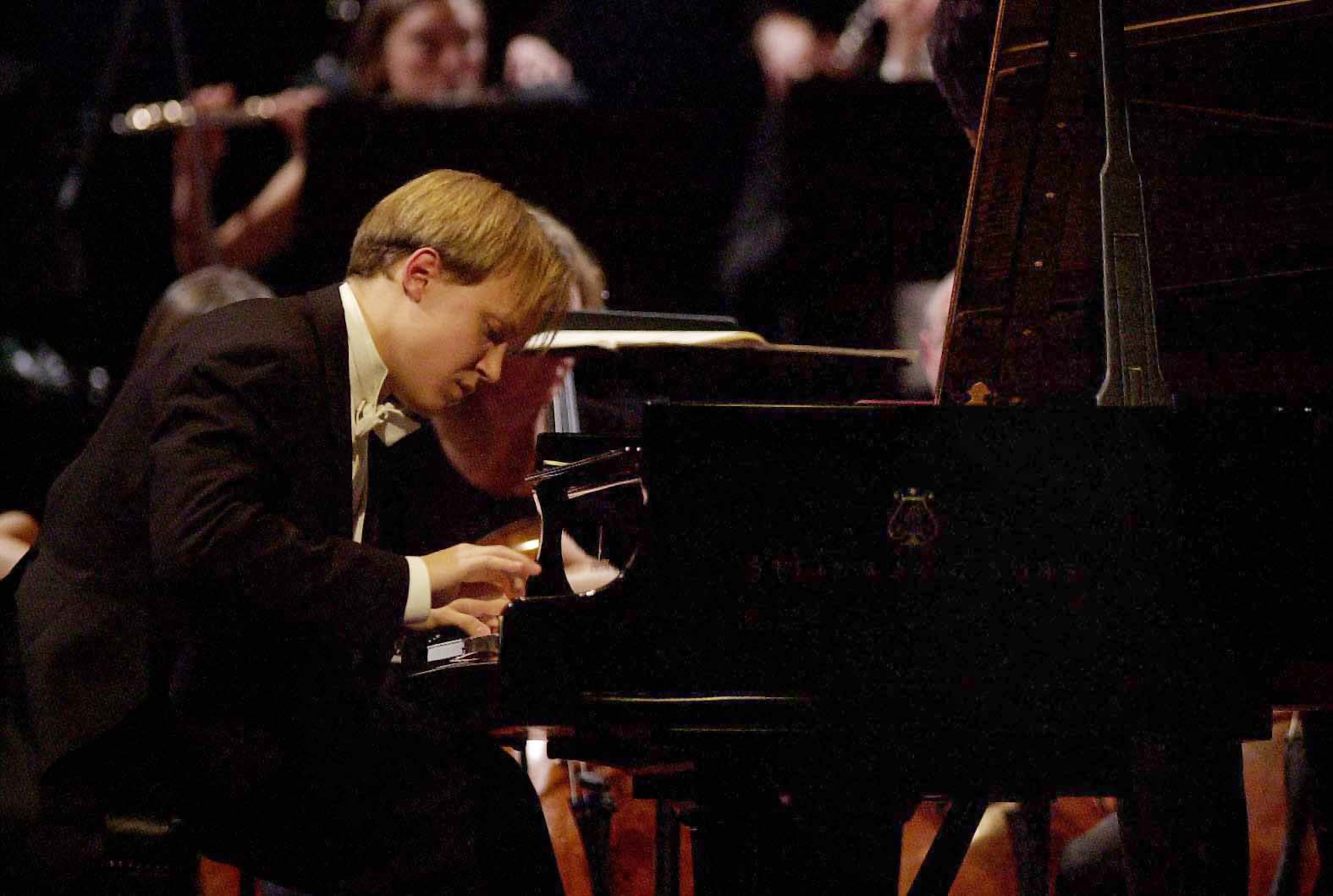
Antti Siirala (2003)

Antti Aleksi Siirala (* 16. Mai 1979 in Helsinki) ist ein finnischer Pianist. 

## Leben
Seine Eltern sind die Geigerin Merit Palas und der Pianist Jussi Siirala, die beide an der Sibelius-Akademie in Helsinki unterrichten. Schon mit sieben Jahren trat er das erste Mal als Solist mit einem Orchester auf. 1997 gewann er den Internationalen Beethoven-Klavierwettbewerb Wien als jüngster Preisträger dessen Geschichte, 2000 die London International Piano Competition und 2003 sowohl die AXA Dublin International Piano Competition und die Leeds International Pianoforte Competition (1. Preis, Goldmedaille und Publikumspreis). Aus dem Gewinn des Beethoven-Wettbewerbs resultierte die Aufführung aller Beethoven-Klavierwerke an der Sibelius Academy in Helsinki über mehrere Jahre und ein gewisser Beethoven-Schwerpunkt in seinem Repertoire.
Mehrere Einspringer für Hélène Grimaud, Emanuel Ax, Ivo Pogorelich oder Yefim Bronfman verhalfen ihm ab 2004 zu immer größerer Aufmerksamkeit in der musikalischen Öffentlichkeit. Bei seinem Debütkonzert in Brüssel übernahm er wegen kurzfristiger Erkrankung des Dirigenten die Leitung des Orchesters vom Klavier aus. Die Berliner Philharmoniker luden ihn im April 2010 zu einem Klavierabend in der eigenen Klavierreihe ein (als einen von vier Pianisten neben Pierre-Laurent Aimard, Lang Lang und Martin Helmchen).
Siirala übernahm 2013 eine Klavierprofessur an der Hochschule für Musik und Theater München. Seit August 2021 lehrt er als Klavierprofessor an der Sibelius-Akademie Helsinki.

## Schaffen
Dirigenten, die mit Siirala zusammenarbeiten, sind u. a. Herbert Blomstedt, Mikko Franck, Michael Gielen, Pietari Inkinen, Kristjan Järvi, Neeme Järvi, Sir Neville Marriner, Sakari Oramo, Esa-Pekka Salonen, Karl-Heinz Steffens, Osmo Vänskä und Mario Venzago.
Eine Auswahl der Orchester, bei denen Siirala zu Gast ist, umfasst die Rundfunk-Sinfonieorchester von Frankfurt (HR), Freiburg/Baden-Baden (SWR), Köln (WDR), Helsinki, Stockholm, London (BBC), Deutsches Symphonie-Orchester Berlin, Bamberger Symphoniker, Gürzenich-Orchester Köln, Tonhalle-Orchester Zürich, Wiener Symphoniker, Tonkünstlerorchester Wien, Orchestre National de Belgique, City of Birmingham Symphony, Philharmonia Orchestra London, Orchestra del Maggio Musicale Fiorentino, Residentie Orkest Den Haag, Schwedisches Nationalorchester, Sinfonia Varsovia, St. Petersburger Symphoniker, Detroit Symphony, Mostly Mozart Orchestra New York, San Francisco Symphony, NHK-Sinfonieorchester Tokyo. 
Meilensteine waren die Recitals beim Lucerne Festival, Klavier-Festival Ruhr, in der Kölner Philharmonie, in der Londoner Wigmore Hall, im Concertgebouw Amsterdam, im Metropolitan Museum in New York, in der Tonhalle Zürich, in Brüssel, Mailand und Detroit. Für 3 Jahre war Siirala Artist in Residence in der Reihe „Junge Wilde“ des Konzerthauses Dortmund. 
Seine bei NAXOS erschienene CD mit Schubert-Transkriptionen erhielt hervorragende Besprechungen. Sie wurde vom Gramophone Magazine mit dem Editor’s Choice Award ausgezeichnet. Seine CD mit Werken von Brahms, die bei ONDINE erschienen ist, erhielt 6 von 6 möglichen Punkten in der Kategorie Interpretation bei Piano News und wurde wiederum vom Gramophone Magazine als Editor’s Choice ausgewählt. 2010 erschien bei BIS die Aufnahme des 2. Klavierkonzertes von Kalevi Aho (Lahti Symphony Orchestra / Osmo Vänskä), das auch von Siirala uraufgeführt wurde.
Sein Repertoire umfasst neben deutscher Klassik und Romantik auch zeitgenössische Werke. So spielte er Erstaufführungen von Werken von Walter Gieseler, Kuldar Sink, Uljas Pulkkis und Kalevi Aho.

## Diskographie
- Schubert Piano Transcriptions by Liszt, Prokofiev, Busoni and Godowsky. Naxos 8.555997 (2003)
- Johannes Brahms: Sonata in F-Minor; 16 Waltzes. Ondine ODE 1044-2 (2004)
- Kalevi Aho: Piano Concerto No. 2. Lahti Symphony Orchestra / Osmo Vänskä. BIS-CD-1316 (2010)